# Нікель-метал-гідридний акумулятор
Нікель-метал-гідридний акумулятор (англ. Nickel-metal hydride battery, скорочено NiMH) — електричний акумулятор з категорії вторинних батарей у якому позитивним електродом є оксидно-нікелевий електрод, а негативним — електрод зі сплавів нікелю з металами рідкісноземельної групи, здатних до адсорбції водню і десорбції його при зміні полярності.
На відміну від нікель-кадмієвого акумулятора, в якому негативним електродом є кадмієвий електрод, нікель-метал-гідридні акумулятори мають вищі енергетичні характеристики, однак мають вужчий температурний діапазон експлуатації і до того ж мають трохи більший саморозряд і більш чутливі до перегріву, що призводить до необхідності вбудовування в батареї елементів захисту.
Вартість однієї А/год нікель-метал-гідридних акумуляторів на 30-50% вища, ніж у нікель-кадмієвих. NiMH акумулятори можуть мати ємність в 2-3 рази більшу від NiCd, а їх густина енергії наближується до густини енергії літій-іонних акумуляторів.
Напруга елемента: максимальна — 1,4В (повний заряд); мінімальна — 0,9В (повний розряд).
Цей тип батареї особливо популярний для використання в цифрових камерах, тому що вони можуть витримувати високі навантаження і при цьому забезпечити гарну, на відміну від звичайних лужних батарей продуктивність.

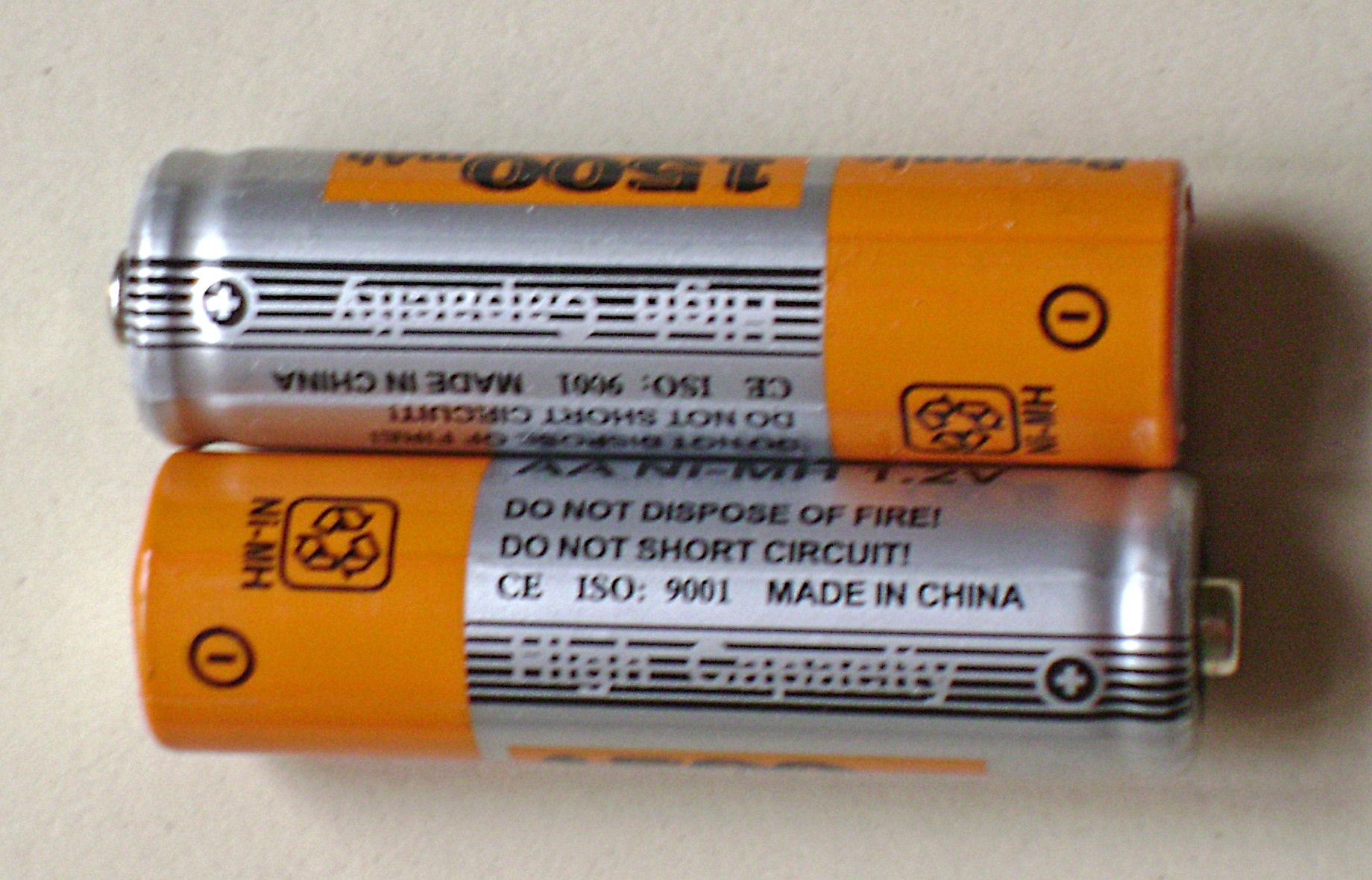
Нікель-метал-гідридні акумулятори є батареями, що перезаряджаються. На батареях розміру АА, що на зображенні, негативний полюс позначено помаранчевим забарвленням

## Історія
Бурхливе розширення ринку портативної апаратури сприяло розробці нікель-метал гідридних (Ni-MH) акумуляторів. Розробка їх почалася кілька десятиліть тому. В Європі жорсткість екологічних вимог, при значному збільшенні питомих характеристик цих батарей викликали розширення виробництва і використання цих акумуляторів. Заміна негативного електрода з кадмієвого дозволила збільшити в 1,3-2 рази закладку активних мас позитивного електрода, що і визначає ємність нікель-метал-гідридного акумулятора.
Негативний електрод виготовляється зі сплавів. Сплави, що адсорбують водень у 1000 разів більше власного об'єму, були винайдені у 60-х роках минулого століття, і складаються із двох або кількох металів, один із яких адсорбує водень, а інший є каталізатором, що сприяє дифузії атомів водню в решітки.
| Нікель-метал-гидридні батареї компанії Varta в музеї в Autovision Altlußheimu в Німеччині | Високопотужні Ni-MH батареї Toyota Prius NHW20, Японія |

## Принцип роботи
Анодом є водневий метало-гідридний електрод (зазвичай гідрид нікель-лантану або нікель-літію), лужний електроліт — гідроксид калію, катод — оксид нікелю. Залежно від сплаву, з якого виготовлено негативний електрод, напруга розімкнутого ланцюга Ni-MH акумулятора зазвичай перебуває в діапазоні 1,32-1,35 В, тобто практично дорівнює напрузі розімкнутого ланцюга нікель-кадмієвого акумулятора. Кількість можливих комбінацій металів, які використовуються як анод, практично не обмежена, що дає можливість оптимізувати властивості сплаву. Сплави нікелю з металами рідкісноземельної групи здатні забезпечити до 2000 циклів заряду-розряду акумулятора при зниженні ємності негативного електрода не більше ніж на 30%.
На катоді NiMH акумулятора відбувається така реакція:
{\displaystyle \mathrm {H_{2}O+M+e^{-}\leftrightharpoons OH^{-}+MH} }
Реакція заряду відбувається зліва на право, а розряду — зправа на ліво.
На аноді відбувається така реакція:
{\displaystyle \mathrm {Ni(OH)_{2}+OH^{-}\leftrightharpoons NiO(OH)+H_{2}O+e^{-}} }
«Метал» M в катоді NiMH акумулятора насправді є інтерметаловою сполукою. Багато різних сполук було розроблено для цього, але всіх їх можна розділити на два класи. Найбільш поширеними є AB5, де A це рідкісноземельні елементи суміш з лантану, церію, неодиму, празеодиму і B це нікель, кобальт, манган, та/або алюміній. Дуже мало акумуляторів використовують високоємний матеріал для катода, що базується на AB2 сполуках, де A це титан та/або ванадій і B це цирконій або нікель, модифікованого хромом, кобальт, залізо, та/або манган, у зв'язку зі зменшенням життя акумулятора. Будь-яка з цих сполук відіграють однакову роль, зворотно утворюючи суміші метало-гідридних сполук.

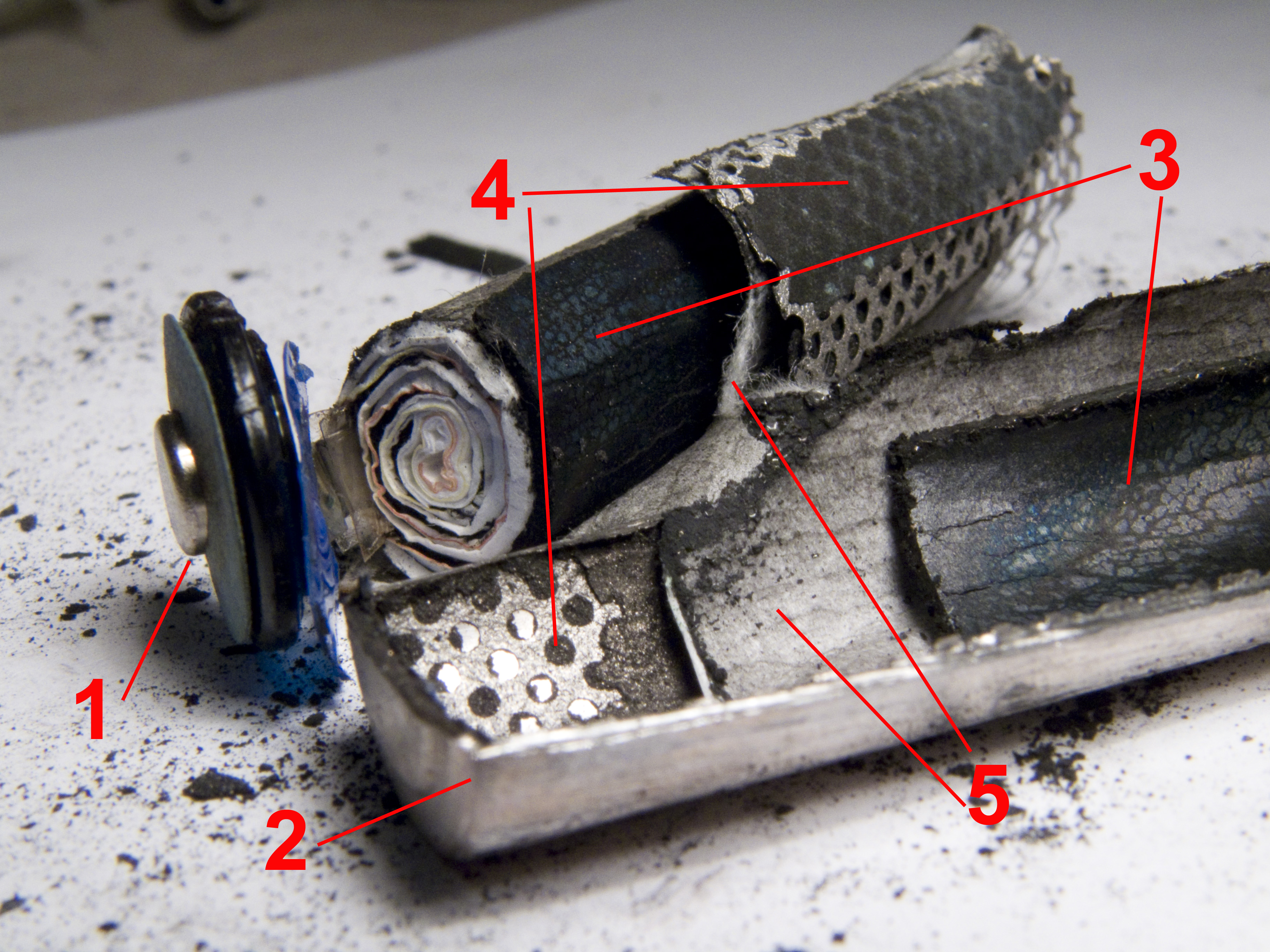
Розібраний NiMH AA акумулятор::
1 — позитивна клема
2 — зовнішній металевий корпус (також негативний полюс)
3 — позитивний електрод
4 — негативний електрод з колектором струму (металева сітка, підключена до металевого корпусу)
5 — сепаратор (між електродами). Забезпечує бар'єр між анодом і катодом з метою запобігання їхньому дотиканню та забезпечення вільного руху заряду.

## Переваги і недоліки нікель-метал-гідридних акумуляторів
Характеристики Ni-MH акумуляторів суттєво залежать від сплаву негативного електрода і технології обробки цього сплаву для збільшення стабільності його складу і структури. Як наслідок, це змушує і виробників акумуляторів уважно ставитися до вибору постачальників сплаву, і покупців акумуляторів — до вибору компанії-виробника.
Конструкція корпусів Ni-MH акумуляторів і NiCd акумуляторів однакова, тому тиск, що розвивається в акумуляторах обох систем при перезаряді і перерозряді, є однаковим. Ідентичними в обох видах акумуляторів є також конструкція позитивних електродів та склад електроліту. Але завдяки підвищеній закладці активних мас оксидно-нікелевого електроду ємність Ni-MH акумулятора значно зросла.
Перевагою перед NiCd акумуляторами є збільшення питомих енергетичних характеристик.
Хоча ефекти, пов'язані з перезарядом оксидно-нікелевого електрода, залишаються, проте у Ni-MH акумуляторів відсутній «ефект пам'яті», властивий Ni-Cd акумуляторам через утворення нікелату в негативному кадмієвому електроді.
Зниження розрядної напруги, що спостерігається при частих і тривалих перезарядах так само, як і в Ni-Cd акумуляторів, може бути усунуте при періодичному здійсненні декількох розрядів до одного вольта. Такі профілактичні заходи достатньо проводити один раз на місяць.

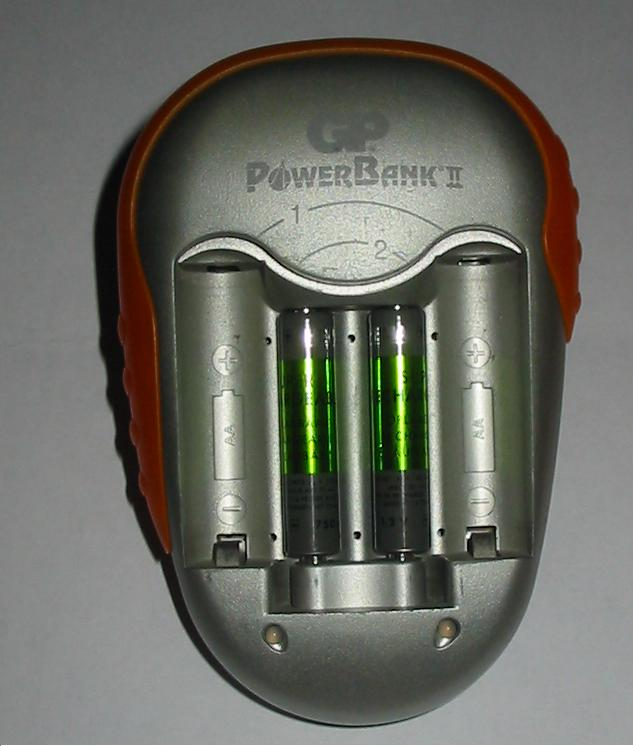
Зарядний пристрій для батарей NiMH.

### Недоліки Ni-MH акумуляторів перед NiCd акумуляторами
Ni-MH акумулятори поступаються NiCd акумуляторам за такими експлуатаційними характеристиками:
- ефективно працюють у вужчому діапазоні робочих струмів, що пов'язане з обмеженою десорбцією водню металгідридного електрода при надзвичайно високих швидкостях розряду;
- у процесі заряду Ni-MH акумуляторів виділяється більше тепла, ніж при заряді Ni-Cd акумуляторів, тому з метою запобігання перегріву батареї з Ni-MH акумуляторів у процесі швидкого заряду і/або значного перезаряду в них встановлюють термозапобіжник або термореле, які розміщують на стінці одного з акумуляторів у центральній частині батареї;
- мають підвищений саморозряд, що визначається неминучістю реакції водню, розчиненого в електроліті, з позитивним оксидно-нікелевим електродом (однак, завдяки використанню спеціальних сплавів негативного електрода, вдалося досягти зниження швидкості саморозряду до величин, близьких до показників для Ni-Cd акумуляторів);
- небезпека перегріву при заряді одного з Ni-MH акумуляторів батареї, а також переполюсування акумулятора з найменшою ємністю при розряді батареї зростає з неузгодженістю характеристик акумуляторів у результаті тривалого циклування; тому розробка батарей більш, ніж з 10 акумуляторів не рекомендується всіма виробниками;
- втрати ємності негативного електрода, які мають місце в Ni-MH акумуляторі при розряді нижче 0 В, безповоротні, що висуває більш жорсткі вимоги до вибору акумуляторів у батареї і контролю процесу розряду, порівняно з використанням Ni-Cd акумуляторів; зазвичай рекомендується розряд до 1 В/ак у батареях невеликої напруги й до 1,1 В/ак батареї з 7-10 акумуляторів.

Деградація нікель-метал-гідридних акумуляторів визначається, насамперед, зменшенням при циклуванні сорбуючої здатності негативного електрода. У циклі заряду-розряду відбувається зміна об'єму кристалічних решіток сплаву, що призводить до утворення тріщин і подальшої корозії при взаємодії з електролітом. Утворення продуктів корозії відбувається зі споживанням кисню і водню, у результаті чого знижується загальна кількість електроліту і збільшується внутрішній опір акумулятора.
При зберіганні у розрядженому стані нікель-метал-гідридні акумулятори не втрачають працездатності протягом одного року.

Код переробки

## Утилізація
Відмова від кадмію означає більш екологічно чисте виробництво, внаслідок чого легше вирішується і проблема утилізації використаних акумуляторів.

## NiMH акумулятори з низьким саморозрядом (LSD NiMH)
В листопаді 2005 року з'явився принципово новий тип нікель-метал гідридних акумуляторів, який отримав назву LSD Ni-MH (англ. Low Self-Discharge Nickel-Metal Hydride Battery) — нікель-метал гідридних акумулятори з низьким рівнем саморозряду. Цей тип акумуляторів  представила компанія Sanyo під торговою маркою Eneloop. Якщо традиційні NiMH акумулятори втрачають до 10 % ємності заряду за першу добу і 0,5 % після цього, то LSD Ni-MH втрачають від 0,04 % до 0,1 % в день.
Основні переваги акумуляторів з низьким саморозрядом:
- низька втрата ємності заряду під час зберігання (10-20 % в рік);
- можливість працювати з великим струмом розряду;
- можливість працювати при низьких температурах (втрата ємності при -20 °C становить не більше 12 %);
- можливість швидкого заряду;
- довгий термін роботи (до 1500 циклів) і краще зберігання ємності під час експлуатації.